# Chloé Graftiaux

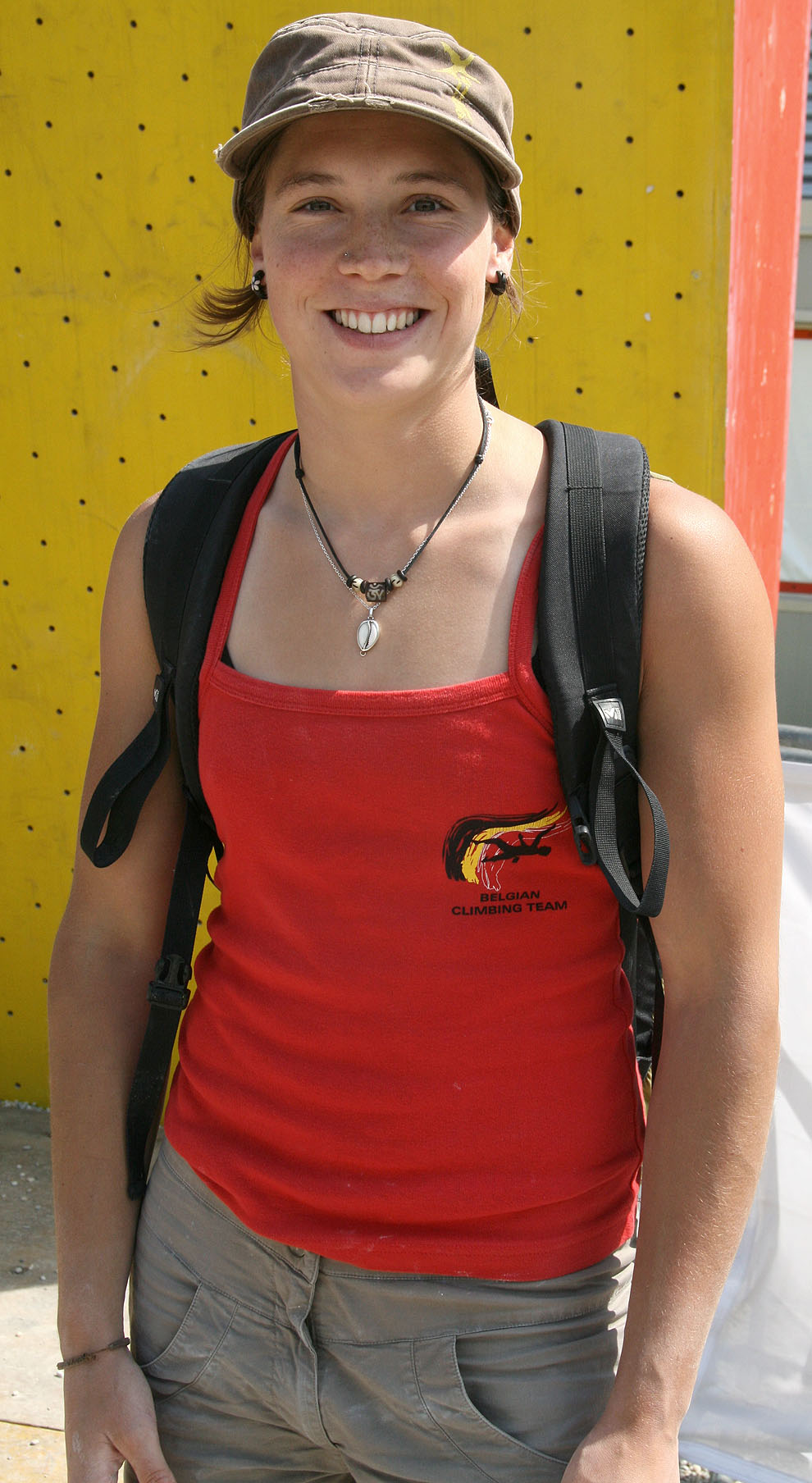
Chloé Graftiaux (Wien 2010)

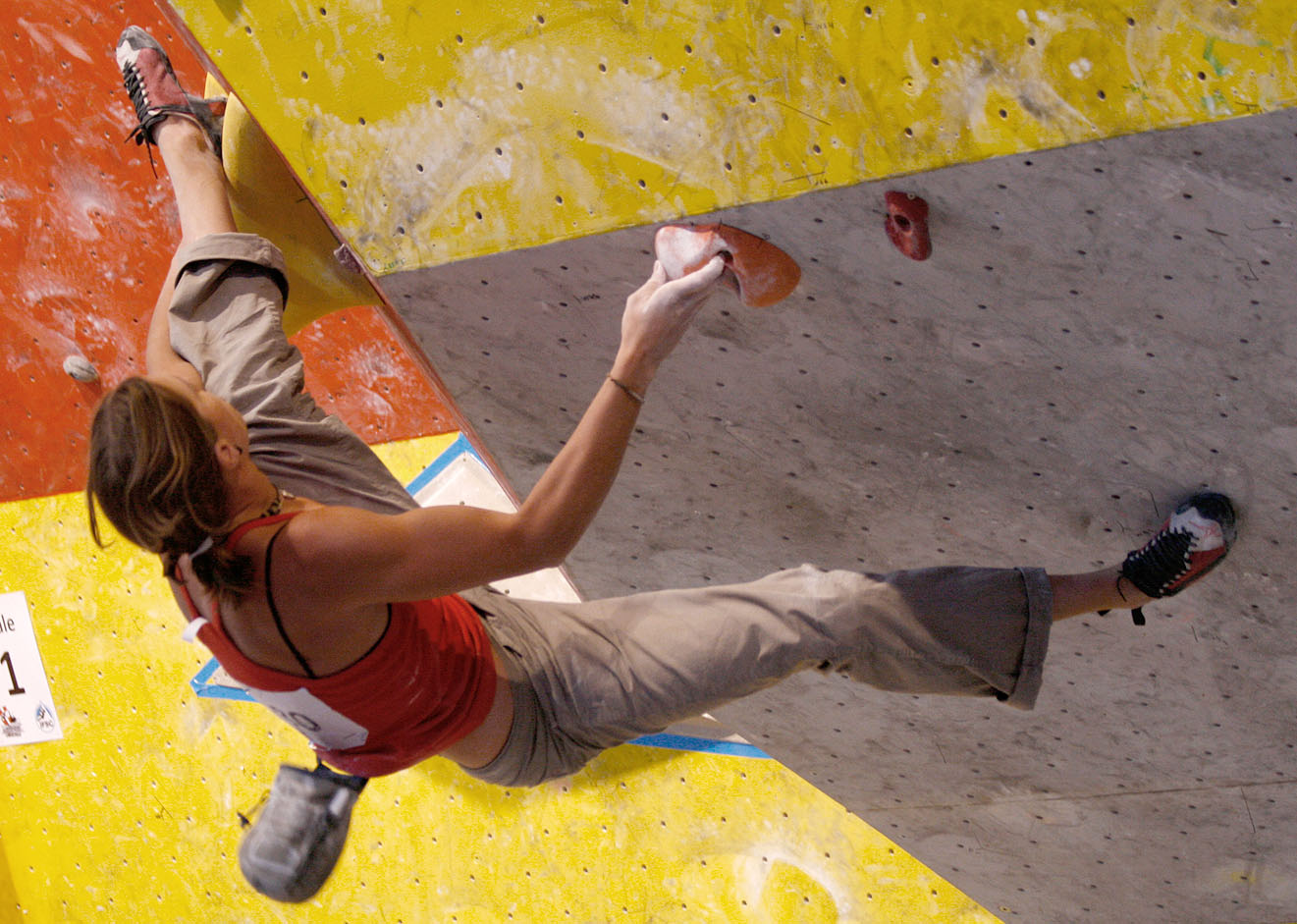
Graftiaux im Finale des Boulder-Worldcups 2010 in Wien

Chloé Graftiaux (* 18. Juli 1987 in Brüssel, Belgien; † 21. August 2010 in Courmayeur, Italien) war eine belgische Sportkletterin.

## Biografie
Zu klettern begann Graftiaux mit acht Jahren, als ihre ältere Schwester Alice sie in die Kletterhalle mitnahm. Mit zwölf Jahren nahm sie 1999 in der Jugendklasse bereits an Wettkämpfen teil, 2001 wurde sie in der allgemeinen Klasse der belgischen Meisterschaften Fünfte. 2006 erhielt sie den Sportpreis der französischen Gemeinschaft Belgiens, im selben Jahr und 2009 auch den Sportpreis der Stadt Namur, wo sie lange Zeit lebte. Sie war mehrfache belgische Meisterin im Vorstiegsklettern (Lead-Klettern).
An Wettbewerben der International Federation of Sport Climbing (IFSC) und der Union Internationale des Associations d’Alpinisme (UIAA) nahm Graftiaux ab 2001 zuerst in der Jugendklasse, ab 2002 auch in der allgemeinen Frauenklasse sowohl im Vorstiegsklettern wie auch im Bouldern teil. Im Jahr 2008 belegte sie in der Jahreswertung des IFSC Boulder-Worldcups den achten Rang, 2009 stieß sie auf den vierten Rang vor und beendete den Worldcup 2010, in dessen Verlauf sie die Bewerbe in Vail (USA) und Sheffield (UK) gewann, als Drittplatzierte. Daneben gewann sie im Januar 2010 den Ice Master-Worldcup im Eisklettern in Valle di Daone (Italien).
Ab 2006 wohnte Graftiaux in Grenoble (Frankreich) und strebte an der École Nationale de Ski et d’Alpinisme (ENSA) in Chamonix-Mont-Blanc eine Stelle als Bergführerin an. Wie ihre Familie am 22. August 2010 bekannt gab, verunglückte sie am Vortag auf der italienischen Seite des Mont-Blanc-Massivs, als sie beim Abstieg von der Aiguille Noire de Peuterey in einen Felssturz geriet. Da sie an dieser technisch nicht schwierigen Stelle ungesichert war, wurde sie rund 600 m in die Tiefe mitgerissen. Chloé Graftiaux wurde 23 Jahre alt.